# 新座市立第三中学校
新座市立第三中学校（にいざしりつ だいさんちゅうがっこう）は、埼玉県新座市池田一丁目にある公立中学校。

## 沿革
- 1973年（昭和48年） - 開校。プール竣工。校章・校旗制定。
- 1975年（昭和50年） - 校舎増設。体育館新設。校舎等の建設起工月日11月11日を以て開校記念日とする。
- 1976年（昭和51年） - 校歌制定。
- 1979年（昭和54年） - 女子バスケットボール部が全国中学校バスケットボール大会にて優勝。
- 1983年（昭和58年） - 生徒数増加に伴い、新座市立第五中学校へ学区の一部を分離。
- 1993年（平成5年） - 体育館新設。
- 1998年（平成10年） - 市民会館にてフィンランド共和国ユヴァスキュラ市ボイヨンマ中学校と姉妹提携正式調印。
- 2012年（平成24年） - 武道場建設。

## 交通アクセス
- JR武蔵野線北朝霞駅または東武東上線朝霞台駅から西武バスひばりヶ丘駅北口行きで20分
- 西武池袋線ひばりヶ丘駅から西武バス朝霞台行きで15分

いずれも「新座高校前」または「池田二丁目」停留所下車して徒歩4分。

## 著名出身者
- 長谷川元希 - サッカー選手